# Conclave del 1591
Il conclave del 1591 fu convocato a seguito della morte del papa papa Gregorio XIV, avvenuta a Roma il 16 ottobre 1591.
Si svolse nel Palazzo Apostolico dal 27 ottobre al 29 ottobre 1591; dopo tre scrutini, venne eletto papa il cardinale Giovanni Antonio Facchinetti de Nuce, che assunse il nome di Innocenzo IX. L'elezione venne annunciata dal cardinale protodiacono Andrea d'Austria.

## Cardinali componenti il Conclave alla morte di papa Gregorio XIV
Alla morte di Gregorio XIV, il Sacro Collegio dei Cardinali era formato da 65 membri poiché, rispetto al precedente conclave erano mancati, oltre a Gregorio XIV, i cardinali Antonio Carafa, Giovanni Antonio Serbelloni, Gian Girolamo Albani e Ippolito de' Rossi, mentre solamente cinque erano state le nuove nomine del defunto pontefice. Dei 65 aventi diritto, nove cardinali non parteciparono al conclave. Pertanto il nuovo papa fu eletto da 56 cardinali.

## Svolgimento
Già prima della morte di Papa Gregorio XIV, le fazioni cardinalizie filo-spagnole e antispagnole si stavano organizzando in vista dell'elezione del successore. L'ingerenza del re spagnolo Filippo II nel conclave precedente non era stata dimenticata: aveva escluso tutti i cardinali tranne sette. Questa volta il partito spagnolo nel Collegio cardinalizio non si spinse così lontano, ma controllò comunque la maggioranza e, dopo un rapido conclave, elevò Facchinetti alla cattedra papale come Papa Innocenzo IX.
Probabilmente, Facchinetti fu eletto in maniera rapida perché nel precedente conclave era emerso come uno due candidati filo-spagnoli accettabili anche dai cardinali anti-spagnoli Montalto e Sforza (l'altro, Sfondrati, era stato eletto papa e prese il nome di Gregorio XIV). Dei tre scrutini che furono effettuati: nel primo Facchinetti ottenne 24 voti e nel secondo 28, non sufficienti per salire al soglio di Pietro; nel terzo, invece, finì col prevalere.

### Presenti in Conclave
| Nome                                           | Paese                                | Titolo | Ruolo | Nascita    | Concistoro |
| ---------------------------------------------- | ------------------------------------ | --- | --- | ---------- | ---------- |
| Alfonso Gesualdo                               | Regno di Napoli                      | Cardinale vescovo di Ostia e Velletri                                                                               | Decano del Sacro Collegio; Prefetto della Congregazione dei Riti                                                                                          | 20/10/1540 | 26/02/1561 |
| Alessandro Damasceni Peretti                   | Stato Pontificio                     | Cardinale presbitero di San Lorenzo in Damaso                                                                       | Vice-Cancelliere di Santa Romana Chiesa | 1571       | 13/05/1585 |
| Girolamo Bernerio, O.P.                        | Ducato di Ferrara                    | Cardinale presbitero di Santa Maria sopra Minerva                                                                   | Vescovo di Ascoli Piceno | 14/11/1540 | 16/11/1586 |
| Markus Sittich von Hohenems                    | Sacro Romano Impero                  | Cardinale presbitero di Santa Maria in Trastevere                                                                   | Principe-Vescovo di Costanza; Arciprete della Basilica di San Giovanni in Laterano                                                                        | 19/08/1533 | 26/02/1561 |
| Domenico Pinelli                               | Repubblica di Genova                 | Cardinale presbitero di San Crisogono                                                                               | Arciprete della Basilica Liberiana di Santa Maria Maggiore; Prefetto della Congregazione della Sacra Consulta; Legato apostolico di Perugia e dell'Umbria | 21/10/1541 | 18/12/1585 |
| Antonio Maria Gallo                            | Stato Pontificio                     | Cardinale presbitero di Sant'Agnese in Agone                                                                        | Vescovo di Osimo, Protettore del Santuario della Santa Casa di Loreto                                                                                     | 18/10/1553 | 16/11/1586 |
| Ludovico Madruzzo                              | Principato vescovile di Trento       | Cardinale presbitero di San Lorenzo in Lucina                                                                       | Principe-Vescovo di Trento; Abate commendatario di Saint-Pierre-et-Saint-Paul de Luxeuil                                                                  | 1532       | 26/02/1561 |
| Giovanni Antonio Facchinetti de Nuce           | Stato Pontificio                     | Cardinale presbitero dei Santi Quattro Coronati                                                                     | Patriarca titolare emerito di Gerusalemme; eletto papa | 20/07/1519 | 12/12/1583 |
| Innico d'Avalos d'Aragona                      | Regno di Napoli                      | Cardinale vescovo di Porto e Santa Rufina                                                                           | Governatore di Benevento; Sottodecano del Collegio Cardinalizio                                                                                           | 1536       | 26/02/1561 |
| Girolamo della Rovere                          | Ducato di Savoia                     | Cardinale presbitero di San Pietro in Vincoli                                                                       | Arcivescovo metropolita di Torino | 28/10/1530 | 16/11/1586 |
| Marcantonio Colonna                            | Stato Pontificio                     | Cardinale vescovo di Palestrina                                                                                     | Governatore di Campagna e Marittima; Prefetto della Congregazione dell'Indice dei Libri Proibiti; Abate commendatario emerito di Subiaco                  | 1523       | 12/03/1565 |
| Tolomeo Gallio                                 | Ducato di Milano                     | Cardinale vescovo di Frascati                                                                                       | Arcivescovo emerito di Manfredonia | 25/09/1527 | 12/03/1565 |
| Costanzo Torri                                 | Stato Pontificio                     | Cardinale presbitero dei San Pietro in Montorio                                                                     | Vescovo emerito di Vercelli | 04/10/1531 | 16/11/1586 |
| Antonio Maria Sauli                            | Repubblica di Genova                 | Cardinale presbitero dei Santi Vitale, Valeria, Gervasio e Protasio                                                 | Arcivescovo metropolita di Genova | 1541       | 18/12/1587 |
| Enrico Caetani                                 | Stato Pontificio                     | Cardinale presbitero di Santa Pudenziana                                                                            | Camerlengo di Santa Romana Chiesa | 06/08/1550 | 18/12/1585 |
| Gabriele Paleotti                              | Stato Pontificio                     | Cardinale vescovo di Sabina                                                                                         | Arcivescovo metropolita di Bologna | 04/10/1522 | 12/03/1565 |
| Girolamo Simoncelli                            | Stato Pontificio                     | Cardinale presbitero di Santa Prisca                                                                                | Amministratore apostolico di Orvieto | 1522       | 22/12/1553 |
| Michele Bonelli, O.P.                          | Ducato di Savoia                     | Cardinale vescovo di Albano                                                                                         | Duca di Salci; Cardinale protettore dell'Almo Collegio Capranica                                                                                          | 25/11/1541 | 06/03/1566 |
| Girolamo Mattei                                | Stato Pontificio                     | Cardinale diacono e presbitero di Sant'Eustachio                                                                    | Prefetto della Congregazione del Concilio; Abate commendatario di Nonantola                                                                               | 08/02/1547 | 16/11/1586 |
| Giulio Antonio Santori                         | Regno di Napoli                      | Cardinale presbitero di San Bartolomeo all'isola                                                                    | Grande inquisitore della Congregazione della romana e universale inquisizione; Arcivescovo emerito di Santa Severina                                      | 06/06/1532 | 17/05/1570 |
| Giovanni Battista Castrucci                    | Repubblica di Lucca                  | Cardinale presbitero di Santa Maria in Ara Coeli                                                                    | Arcivescovo metropolita di Chieti | 1541       | 18/12/1585 |
| Ippolito Aldobrandini                          | Stato Pontificio                     | Cardinale presbitero di San Pancrazio fuori le mura; eletto papa con il nome di Clemente VIII nel conclave del 1592 | Datario di Sua Santità; Penitenziere Maggiore | 24/02/1536 | 18/12/1585 |
| Girolamo Rusticucci                            | Stato Pontificio                     | Cardinale presbitero di Santa Susanna                                                                               | Vicario generale di Sua Santità; Camerlengo del Collegio Cardinalizio                                                                                     | 15/01/1537 | 17/05/1570 |
| Nicolas de Pellevé                             | Regno di Francia                     | Cardinale presbitero di Santa Prassede                                                                              | Arcivescovo metropolita di Reims; Prefetto della Congregazione dei Vescovi e Regolari; Abate commendatario di Notre-Dame de Breteuil                      | 18/10/1515 | 17/05/1570 |
| Benedetto Giustiniani                          | Repubblica di Genova (Isola di Chio) | Cardinale presbitero di San Marcello                                                                                | Legato apostolico della Marca Anconitana | 05/06/1554 | 16/11/1586 |
| Ascanio Colonna                                | Stato Pontificio                     | Cardinale diacono e presbitero di Santa Maria in Cosmedin                                                           | Abate commendatario di Subiaco; Prefetto della Congregazione del Concilio; Arciprete della Basilica Liberiana di Santa Maria Maggiore                     | 27/04/1560 | 16/11/1586 |
| François de Joyeuse                            | Regno di Francia                     | Cardinale presbitero della Santissima Trinità al Monte Pincio                                                       | Arcivescovo metropolita di Tolosa; Abate commendatario di Marmoutier, di Saint-Sernin e di Saumur                                                         | 24/06/1562 | 12/12/1583 |
| William Allen                                  | Regno d'Inghilterra                  | Cardinale presbitero dei Santi Silvestro e Martino ai Monti                                                         | Bibliotecario di Santa Romana Chiesa | 1532       | 07/08/1587 |
| Andreas von Österreich                         | Sacro Romano Impero                  | Cardinale diacono di Santa Maria Nuova                                                                              | Cardinale protodiacono; Principe-vescovo di Costanza e di Bressanone; Governatore del Tirolo                                                              | 15/06/1558 | 05/07/1574 |
| Scipione Gonzaga                               | Ducato di Mantova                    | Cardinale presbitero di Santa Maria del Popolo                                                                      | Patriarca titolare di Gerusalemme | 11/11/1542 | 18/12/1587 |
| Pedro de Deza Manuel                           | Regno di Spagna                      | Cardinale presbitero di San Girolamo dei Croati                                                                     | Vicario generale emerito di Santiago di Compostela e Arcidiacono                                                                                          | 26/03/1520 | 21/02/1578 |
| Jerzy Radziwiłł                                | Confederazione polacco-lituana       | Cardinale presbitero di San Sisto                                                                                   | Vescovo di Cracovia | 31/05/1556 | 12/12/1583 |
| Simeone Tagliavia d'Aragona                    | Regno di Sicilia                     | Cardinale diacono di Santa Maria degli Angeli, titolo pro hac vice                                                  | Vice-protettore di Spagna | 20/05/1550 | 12/12/1583 |
| Gianfrancesco Morosini                         | Repubblica di Venezia                | Cardinale presbitero di Santa Maria in Via                                                                          | Vescovo di Brescia; Abate commendatario di Leno | 30/09/1537 | 15/07/1587 |
| Federico Borromeo                              | Ducato di Milano                     | Cardinale diacono di San Nicola in Carcere                                                                          | Arcivescovo metropolita di Milano | 18/08/1564 | 18/12/1587 |
| Agostino Cusani                                | Ducato di Milano                     | Cardinale presbitero di San Lorenzo in Panisperna                                                                   | Amministratore apostolico di Tolosa; Legato apostolico di Avignone; Abate commendatario di Aurillac                                                       | 1542       | 14/12/1588 |
| Alessandro di Ottaviano de' Medici di Ottajano | Granducato di Toscana                | Cardinale presbitero dei Santi Giovanni e Paolo, eletto papa con il nome di Leone XI nel conclave di marzo 1605     | Arcivescovo metropolita di Firenze; Prevosto di Santo Stefano di Prato                                                                                    | 02/06/1535 | 12/12/1583 |
| Giulio Canani                                  | Ducato di Ferrara                    | Cardinale presbitero di Sant'Anastasia                                                                              | Vescovo di Modena | 1524       | 12/12/1583 |
| Agostino Valier                                | Repubblica di Venezia                | Cardinale presbitero di San Marco                                                                                   | Vescovo di Verona | 07/04/1531 | 12/12/1583 |
| Giovanni Evangelista Pallotta                  | Stato Pontificio                     | Cardinale presbitero di San Crisogono                                                                               | Arciprete della Basilica di San Pietro in Vaticano, Presidente della Fabbrica di San Pietro                                                               | 06/02/1548 | 18/12/1587 |
| Vincenzo Laureo                                | Regno di Napoli                      | Cardinale presbitero di San Clemente                                                                                | Vescovo di Mondovì; Nunzio apostolico emerito nel Ducato di Savoia                                                                                        | 23/03/1523 | 12/12/1583 |
| Guido Pepoli                                   | Stato Pontificio                     | Cardinale diacono dei Santi Cosma e Damiano                                                                         | Tesoriere generale della Camera Apostolica | 05/05/1560 | 20/12/1589 |
| Gregorio Petrocchini                           | Stato Pontificio                     | Cardinale presbitero di Sant'Agostino                                                                               | Priore generale dell'Ordine di Sant'Agostino | 20/02/1536 | 20/12/1589 |
| Anton Maria Salviati                           | Stato Pontificio                     | Cardinale presbitero di Santa Maria della Pace                                                                      | Nunzio apostolico emerito in Francia | 21/01/1537 | 12/12/1583 |
| Filippo Spinola                                | Repubblica di Genova                 | Cardinale presbitero di Santa Sabina                                                                                | Vescovo emerito di Nola | 01/12/1535 | 12/12/1583 |
| Mariano Pierbenedetti                          | Stato Pontificio                     | Cardinale presbitero dei Santi XII Apostoli                                                                         | Vescovo di Martirano | 1538       | 20/12/1589 |
| Gian Vincenzo Gonzaga                          | Regno di Napoli                      | Cardinale presbitero dei Santi Bonifacio e Alessio                                                                  | cavaliere dell'Ordine di Malta | 08/12/1540 | 21/02/1578 |
| Scipione Lancellotti                           | Stato Pontificio                     | Cardinale presbitero di San Salvatore in Lauro                                                                      | Segretario dei Brevi Apostolici | 01/12/1527 | 12/12/1583 |
| Francesco Sforza                               | Ducato di Parma e Piacenza           | Cardinale diacono di Santa Maria in Via Lata                                                                        | Legato apostolico di Romagna | 06/11/1562 | 12/12/1583 |
| Francesco Maria Bourbon del Monte Santa Maria  | Repubblica di Venezia                | Cardinale presbitero dei Santi Quirico e Giulitta                                                                   | | 05/07/1549 | 14/12/1588 |

### Cardinali assenti
| Nome                        | Paese               | Titolo                                                       | Ruolo                                                                                                   | Nascita    | Concistoro |
| --------------------------- | ------------------- | ------------------------------------------------------------ | --- | ---------- | ---------- |
| Albrecht VII. von Habsburg  | Sacro Romano Impero | Cardinale diacono pro hac vice di Santa Croce in Gerusalemme | Viceré del Portogallo                                                                                   | 15/11/1559 | 03/03/1577 |
| Rodrigo de Castro Osorio    | Regno di Spagna     | Cardinale presbitero dei Santi XII Apostoli                  | Arcivescovo metropolita di Siviglia                                                                     | 05/03/1523 | 12/12/1583 |
| Gaspar de Quiroga y Vela    | Regno di Spagna     | Cardinale presbitero di Santa Balbina                        | Arcivescovo metropolita di Toledo, Primate di Spagna; Inquisitore generale di Spagna                    | 13/01/1512 | 15/12/1578 |
| Carlo II di Borbone-Vendôme | Regno di Francia    | Cardinale diacono                                            | Amministratore apostolico di Bayeux                                                                     | 19/08/1562 | 12/12/1583 |
| András Báthory              | Regno d'Ungheria    | Cardinale diacono di Sant'Angelo in Pescheria                | Principe-Vescovo di Varmia                                                                              | 1562       | 04/07/1584 |
| Pierre de Gondi             | Regno di Francia    | Cardinale presbitero di San Silvestro in Capite              | Vescovo di Parigi; Abate commendatario di Saint-Maur-des-Fossés e Quimperlé                             | 1533       | 18/12/1587 |
| Hugues Loubenx de Verdalle  | Regno di Francia    | Cardinale diacono di Santa Maria in Portico Octaviae         | Gran Maestro del Sovrano Militare Ordine di Malta                                                       | 13/04/1531 | 18/12/1587 |
| Charles III de Lorraine     | Regno di Francia    | Cardinale diacono di Sant'Agata dei Goti                     | Principe-Vescovo di Metz; Abate commendatario di Gorze                                                  | 01/07/1567 | 20/12/1589 |
| Philippe de Lénoncourt      | Regno di Francia    | Cardinale presbitero di Sant'Onofrio                         | Prefetto della Congregazione dell'Indice dei libri proibiti; Abate commendatario di Moutiers-Saint-Jean | 1527       | 16/11/1586 |

### Presenza incerta
- Philippe de Lénoncourt[4]